# Michael Kempe
Michael Kempe (Flensburgo, 1966) è un bibliotecario e storico tedesco.

## Biografia
Nativo di Flensburgo, dal 1988 al 1995 Michael Kempe ha studiato storia e filosofia all'Università di Costanza, conseguendo il Magister artium in storia e filosofia nel 1995, e poi e al Trinity College di Dublino. Dopo aver conseguito il dottorato in storia nel 2000 e l'abilitazione all'insegnamento universitario nel 2009 a Costanza, dal 2011 ha diretto il Centro di ricerca Leibniz dell'Accademia delle Scienze e delle Lettere di Gottinga presso l'Archivio Leibniz della Biblioteca Leibniz di Hannover.

## Attività
In merita all'armonia prestabilita di Leibniz, criticando il Candido di Voltaire, ha asserito che non va intesa nel senso che il mondo è già ora il migliore che si sarebbe potuto costruire, bensì che "il mondo sia sempre e comunque il migliore, ma solo in quanto contenente la possibilità del proprio miglioramento". E quindi una lettura in senso dinamico secondo la quale il modo migliore perché esiste sempre qualcuno pronto a migliorarlo.

## Opere
- Wissenschaft, Theologie, Aufklärung. Johann Jakob Scheuchzer (1672–1733) und die Sintfluttheorie. Tübingen 2003, ISBN 3-928471-33-3.
- Piraten. Wissen, was stimmt. Basel 2009, ISBN 978-3-451-06114-1.
- Fluch der Weltmeere. Piraterie, Völkerrecht und internationale Beziehungen 1500–1900. Frankfurt am Main 2010, ISBN 978-3-593-39291-2.
- als Herausgeber: Der Philosoph im U-Boot. Praktische Wissenschaft und Technik im Kontext von Gottfried Wilhelm Leibniz. Hannover 2015, ISBN 978-3-943922-09-7.
- Die beste aller möglichen Welten. Gottfried Wilhelm Leibniz und seine Zeit. Frankfurt a. M. 2022, ISBN 978-3-10-000027-9.